# Niko Eeckhout
Niko Eeckhout (Izegem, Bélgica, 16 de diciembre de 1970) es un exciclista belga cuyo último equipo fue el An Post-Sean Kelly. Su mayor logro fue el Campeonato de Bélgica en Ruta de 2006. 

## Biografía
Eeckhout comenzó su carrera en 1993 corriendo para el pequeño equipo Collstrop. De inmediato comenzó a ganar carreras de menor importancia como el Campeonato belga de Flandes y el Omloop Mandel-Leie Escalda. En 1997 y 1998 corrió para Lotto, y luego dos años para el equipo Palmans. Eeckhout tuvo una temporada de avance cuando fichó por el Lotto-Adecco en 2001, ganando 11 carreras, incluyendo A través de Flandes y el Memorial Rik Van Steenbergen.
Eeckhout siguió luchado por victorias otras dos temporadas y al final de 2004 su contrato con Lotto-Adecco terminó y necesitaba encontrar un nuevo equipo. Firmó por el equipo Chocolade Jacques y encontró su segunda juventud. Comenzó la temporada 2005 ganando A través de Flandes, y pasó a ganar carreras importantes, incluyendo el Gran Premio de Isbergues y una etapa de los Tres días de La Panne. En 2006 continuó ganando, consiguiendo los Tres días de Flandes-Occidentales más 1 etapa en dicha carrera. En junio de 2006 ganó la carrera más importante de su carrera, el Campeonato de Bélgica en Ruta disputado en Amberes superando a Tom Boonen y a Philippe Gilbert. Eeckhout tuvo otra gran temporada en 2006, ganando 6 carreras, lo que le hicieron proclamarse campeón del UCI Europe Tour 2005-2006. En el pelotón se ganó el apodo de "Rambo" por ser especialmente duro durante las carreras.
El 24 de agosto de 2013 anunció su retirada del ciclismo tras veinte temporadas como profesional y con 42 años de edad. Desde 2015 es director deportivo del conjunto An Post-ChainReaction.

## Palmarés
| 1992 (como amateur) - Kattekoers 1993 - Circuito de las Ardenas Flamencas– Ichtegem - Circuit des Meetjesland - 2 etapas del Tour de Poitou-Charentes - Circuit de l'Escaut 1996 - Gran Premio Villa de Lillers - Campeonato de Flandes - Zellik-Galmaarden 1997 - Gran Premio Villa de Lillers 1998 - Campeonato de Flandes 1999 - Gran Premio Stad Sint-Niklaas 2000 - Gran Premio Rudy Dhaenens - Circuit de la Cote Ouest - Campeonato de Flandes - Circuito de Houtland 2001 - Estrella de Bessèges, más 1 etapa - 1 etapa de la Vuelta a Dinamarca - Memorial Rik Van Steenbergen - Gran Premio Jef Scherens - A través de Flandes - Delta Profronde - 1 etapa del Circuito Franco-Belga 2003 - Memorial Rik Van Steenbergen - 1 etapa del Tour de Valonia 2004 - Delta Profronde - 1 etapa de la Ster Elektrotoer | 2005 - A través de Flandes - 1 etapa de los Tres días de La Panne - Gran Premio de Isbergues - Circuit de l'Escaut - 1 etapa del Circuito Franco-Belga 2006 - Campeonato de Bélgica en Ruta - Omloop van het Waasland - Tres Días de Flandes Occidental, más 1 etapa - Memorial Rik Van Steenbergen - Campeonato de Flandes - Gran Premio Stad Sint-Niklaas - 1 etapa del Circuito Franco-Belga - UCI Europe Tour 2007 - Omloop van het Waasland 2008 - Omloop van het Waasland - 3.º en el Campeonato de Bélgica en Ruta 2009 - 2 etapas de la Vuelta a Extremadura - 1 etapa del FBD Insurance Rás - Gran Premio de la Villa de Zottegem - Memorial Rik Van Steenbergen 2010 - 1 etapa de la Estrella de Bessèges - 1 etapa de la Ronde de l'Oise 2011 - 1 etapa de los Tres Días de Flandes Occidental - Gran Premio Stad Sint-Niklaas 2012 - Omloop der Kempen - Schaal Sels |

## Resultados en Grandes Vueltas y Campeonatos del Mundo
| Carrera         | Carrera         | 1992 | 1993 | 1994 | 1995 | 1996 | 1997 | 1998 | 1999 | 2000 | 2001 | 2002  | 2003 | 2004 | 2005 | 2006 | 2007 | 2008 | 2009 | 2010 | 2011 | 2012 | 2013 |
| --------------- | --------------- | ---- | ---- | ---- | ---- | ---- | ---- | ---- | ---- | ---- | ---- | ----- | ---- | ---- | ---- | ---- | ---- | ---- | ---- | ---- | ---- | ---- | ---- |
|                 | Giro de Italia  | —    | —    | —    | —    | —    | —    | —    | —    | —    | Ab.  | —     | —    | —    | —    | —    | —    | —    | —    | —    | —    | —    | —    |
|                 | Tour de Francia | —    | —    | —    | —    | —    | —    | —    | —    | —    | —    | —     | —    | —    | —    | —    | —    | —    | —    | —    | —    | —    | —    |
|                 | Vuelta a España | —    | —    | —    | —    | —    | —    | —    | —    | —    | —    | —     | —    | —    | —    | —    | —    | —    | —    | —    | —    | —    | —    |
| Mundial en Ruta | Mundial en Ruta | —    | —    | —    | —    | —    | —    | —    | —    | —    | —    | 152.º | —    | —    | —    | —    | —    | —    | —    | —    | —    | —    | —    |

—: no participa

Ab.: abandono